# گیلرمو فاره
گیلرمو فاره (انگلیسی: Guillermo Farré؛ زادهٔ ۱۶ مارس ۱۹۸۱) بازیکن فوتبال اهل آرژانتین است.
از باشگاه‌هایی که در آن بازی کرده‌است می‌توان به باشگاه ورزشی بلگرانو اشاره کرد.